# 野村直矢 (プロレスラー)
野村 直矢（のむら なおや、1993年10月26日 - ）は、日本のプロレスラー。石川県金沢市出身。金沢学院東高等学校卒業。

## 経歴
小学校3年生の時からプロレスラーになることを夢見るようになり、体作りの為にラグビーを始める。

### 全日本プロレス
2013年10月、全日本プロレスに入門。その当時、全日本プロレスは武藤敬司ら選手の大量離脱問題で揺れており、新体制初の練習生となった。野村の他に2人同期がいたがどちらも生き残れず、残った野村は秋山準、潮﨑豪ら主力選手勢からアドバイスを一身に受けることとなる。
2014年3月30日、地元金沢大会にて青木篤志とのシングルマッチでデビュー。白石体制初であり、結果的に唯一の生え抜き選手となった。5月に右リスフラン関節損傷のため欠場し、5か月間療養の末10月に復帰した。
2015年1月2日ニューイヤーウォーズ2015にて、後輩の青柳優馬とのシングルマッチにて初勝利。その後、野村は諏訪魔が率いるエボリューション入りを直訴したり、中島洋平の持つGAORA TV チャンピオンシップへの挑戦を表明したりと積極的にアピール。10月23日、後輩の青柳、ジェイク・リーと組んでDDTプロレスリングの星誕期、福田洋、石川修司と対戦。試合は敗れたが若手選手3人では初めてのタッグ結成であり、試合後再度GAORA TV王座への挑戦を表明した。
11月、世界最強タッグ決定リーグ戦に青柳との若手タッグで出場。開幕戦の11月23日後楽園ホール大会にてKENSO&西村修組と対戦し、KENSOから横入り式エビ固めで見事1勝をあげ、先輩レスラーから初の勝利をもぎとった。また最終戦の12月6日、大阪府立体育会館第2競技場にて、野村はメインイベントの諏訪魔&宮原健斗組対ゼウス&ボディガー組戦の試合後に諏訪魔と握手をしてエボリューションに加入。

#### エボリューション

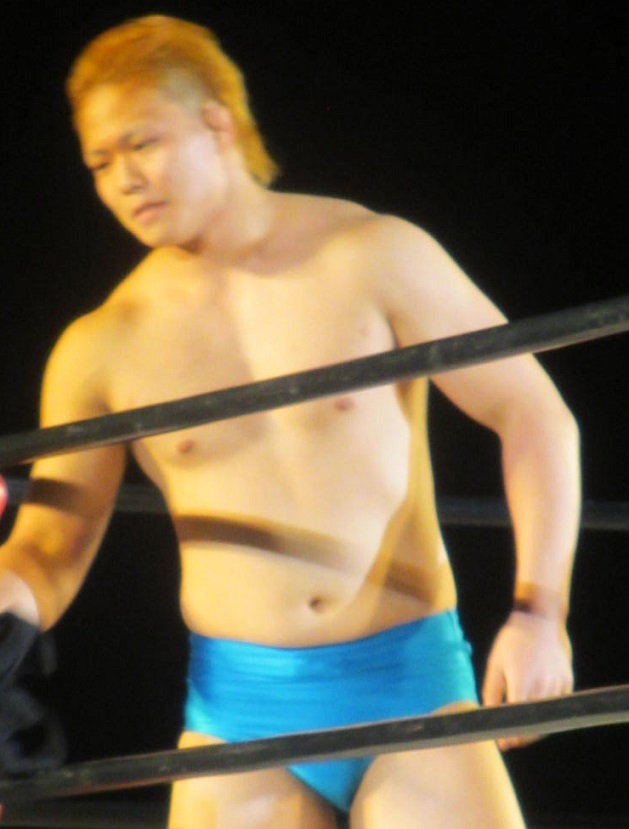
エボリューション在籍時

加入後初試合の12月15日に眉を剃り上げ、金髪を披露した。その後2016年1月3日、中島のGAORA TV王座に挑戦し敗北。
2016年チャンピオン・カーニバルに初出場。開幕戦にて世界タッグ王者のボディガーから横入り式エビ固めで勝利を収めるも、その後の公式戦では全敗した。
7月30日、エボリューションを自身の意思で脱退した。

#### NEXTREAM

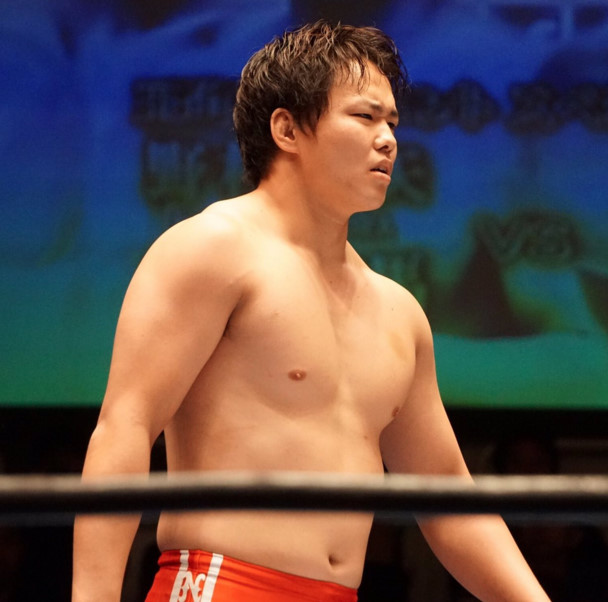
NEXTREAM加入当初

8月11日にはWRESTLE-1の横浜大会に参戦し、野村は秋山、青柳とのタッグで武藤敬司、土肥孝司、熊ゴローとの6人タッグ戦に挑むが、爪あとを残せなかったことで野村も秋山の怒りを買う。以後は伸び悩んでいたが、9月19日後楽園ホール大会で宮原&ジェイクのNEXTREAMに青柳とのタッグで対戦。三冠ヘビー級王者に強烈に食い下がり、試合には敗れたものの試合後に野村は宮原から直接勧誘を受け、NEXTREAMに加入する。
2017年3月25日、佐藤光留プロデュース興行「コンディション・グリーン」でジョシュ・オブライエンと対戦しスピアーで勝利。
7月17日、野村はジェイクとのタッグでザ・ビッグガンズの保持する世界タッグ王座に挑戦。新技のマキシマムでボディガーを下し、同王座初戴冠となった。しかし、初防衛を果たした直後に野村のパートナーであるジェイクが足の負傷で長期欠場に入り、無念の王座返上となった。8月27日に両国国技館で行われた世界タッグ王座決定戦で野村はKAIとタッグを組み、関本大介と岡林裕二によるタッグと対戦。17分31秒で片エビ固めにより敗戦。しかし野村は「結果がすべて」と言った上でリベンジを誓った。さらに野村は、「一発一発が違うなって身をもって知りました。今日は軽い脳震とうみたいになっちゃいましたし」と力の差を痛感したという意のコメントを残している。
9月12日、ヘビー級に転向した青柳とのタッグでアジアタッグ王座を獲得。4度の防衛に成功するも翌2018年に青柳の負傷欠場にともない王座を返上。同年6月5日に青柳が復帰すると、7月29日に再度青柳とのタッグでアジアタッグ王座を奪還、4度の防衛を果たす。

#### NEXTREAM脱退 - 陣 JIN
2019年2月24日、諏訪魔を相手に三冠ヘビー級王座を防衛した宮原に野村が挑戦を表明し、NEXTREAMも脱退する。宮原の持つ記録を塗り替える、最年少三冠王座戴冠記録更新を宣言し、3月19日に選手権試合が行われたが惜敗を喫した。
NEXTREAM脱退後、野村は特定のユニットには属していなかったがSweeperを結成していたジェイクより再三共闘を持ちかけられ、タッグを組む機会も増加していった。同年6月30日、野村はジェイクと握手を交わし（ただしSweeperには最後まで属さなかった）、世界タッグ王座に挑戦。Sweeperは11月17日に解散となったが、その後も野村はジェイク・岩本との共闘を続け、12月21日には3人によるユニット「陣 JIN」を結成した。

#### 退団 - フリー
2019年いっぱいで全日本プロレスとの契約を満了し、退団。2020年以降はフリーとして参戦していた。
2月6日、野村は陣の初主催興行にて関根“シュレック”秀樹とのグラップリングマッチに挑むが、敗北した。同年のチャンピオン・カーニバルにもエントリーが発表されたが、頸椎椎間板ヘルニアのため2月シリーズを全戦欠場、さらに2月26日には野村の3月シリーズ全試合およびチャンピオン・カーニバルの欠場が発表され、その後も長期欠場が続いた。その間は全日本プロレス公式モバイルサイトにて毎週日記を更新する傍ら、一般の仕事で生計を立てていた。
2021年12月5日の後楽園ホール大会でひさびさにファンの前に姿を現し、「新たにやりたいことが見つかった」ことを理由に、年内での退団を発表した。なお、負傷した首の状態はいまだ万全ではないという。この時点で既に所属選手ではなかったが、けじめのために「退団」と言う言葉をあえて用いたと後に明かした。
同月16日、自身の希望として「ノムヤギ」のパートナーでもある青柳とラストマッチを行い、激闘の末に野村が敗れた。

### キャプチャー・インターナショナル
2022年、全日本所属時代から参戦してたキャプチャー・インターナショナル3月大会への出場、ならびに興行を主催するキットジャパン（代表：北原光騎）への就職を発表。同興行に参戦するガンバレ☆プロレスの渡瀬瑞基とユニット「REAL BLOOD」を結成、5月8日のベースメントモンスター王子大会でキャプチャー・インターナショナル王座の新王者決定トーナメントを制し、自身初のシングル王座を獲得した。
また、古巣の青柳優馬から全日本プロレスへの再参戦を要求され、キットジャパン所属のまま6月6日に渡瀬とともに殴り込む。以降も継続参戦しており、9月19日には宮原の持つ三冠王座に挑戦し惜敗した。ラブコールをされた青柳とは「ノムヤギタッグ」を復活させ、2023年1月22日には世界タッグ王座を奪取。しかし3月21日に失冠すると、翌22日より左ヒザ前十字靭帯断裂のため長期欠場に入った。
2025年1月31日、ジャイアント馬場没25年追善・太陽ケア引退試合・木原文人リングアナデビュー35周年記念大会にて、対羆嵐戦にて復帰。

## 得意技

### フィニッシュ・ホールド
インフィニティ
2022年8月7日第9回王道トーナメント青柳優馬戦で初公開。リバースマキシマムとも言える、アルゼンチンバックブリーカーの体勢から後ろ回転させうつ伏せに落下する。一見バーニングハンマー的であるが落ち方がフェースバスター。
カタキトル
変形ピローアームロック。現在の野村のフィニッシャーで、キャプチャー移籍後より使用。
マキシマム
相手をファイヤーマンズキャリーの体勢で抱えあげ、サイドに落とす変形エメラルドフロウジョン。2017年7月17日に初公開してボディガーを下し、世界タッグ王座を獲得した。野村のもう一つのフィニッシャー。
ノムラロック（仮）
変形グラウンド・コブラツイスト。
相手の首を捕らえ、自身はそのまま後転してフロント・ネックロック、さらにバタフライ・ロックで締め上げると、相手の右腕を自身の右足でロックしてコブラツイストの様な体勢で、上から相手の首を押し込んで行く技。
2019年4月4日、ジェイク・リーとのチャンピオン・カーニバル公式戦にて初披露し、ジェイクを下す。
変形ジャーマンスープレックス
2017年3月初公開。
相手の右腕をハーフネルソン、左腕をチキンウイングアームロックに固めて投げ飛ばす。尾崎魔弓の「テキーラ・サンライズ」と似ているが、あちらは相手の右手首をクラッチするのに対し、こちらはクラッチはせず、更に2段式で投げ飛ばす。技名は未定で、チャンピオン・カーニバルに向けて開発した技である。が、野村は使用した後にスーパーヘビー級の相手にかけられるかどうか悩むという言動をしている。
フロッグスプラッシュ
通常のフロッグ・スプラッシュという技名であれば屈伸式ダイビング・ボディ・プレスだが、野村の場合は空中で大きく体をエビ反りにするのが特徴である。
裏スピアー
2019年8月、宮原との2度目の三冠戦に向けて公開。文字通り、相手の後方からスピアーを叩き込む。
スピアー
スピアーからのジャックナイフ式エビ固めに移行する事もあり、その場合はノムレーザーと呼ばれている。

### 打撃技
エルボー
逆水平チョップ
延髄斬り
ドロップキック
ミサイルドロップキック

### 投げ技
ブレーンバスター
雪崩式ブレーンバスター
ジャーマンスープレックス
ノーザンライトスープレックス
ノーザンライトボム
2019年3月、宮原との三冠ヘビー級選手権に向けて王者に精神的揺さぶりをかけるため使用。

## タイトル歴
全日本プロレス
- 世界タッグ王座
  - 第76代（パートナーはジェイク・リー）
  - 第94代（パートナーは青柳優馬）
- アジアタッグ王座
  - 第103代、第105代（パートナーは青柳優馬）

キャプチャー・インターナショナル
- キャプチャー・インターナショナル王座（第16代）

## 入場テーマ曲
- 初代 : 名探偵コナンメインテーマ ベイカー街バージョン
- 2代目 : 名探偵コナンメインテーマ 鎮魂歌バージョンアップ
- 3代目 : HEART ON SOUL（作曲：鈴木修）[32]

## エピソード
- かつて、憧れていた選手は小橋建太や佐々木健介。野村は「相手の技を全部受け切って勝つのがカッコよかった」と振り返っている。
- 入寮後は一日6杯のどんぶり飯を平らげることを心掛け、約半年間で体重を10kg増やした。
- デビューしてしばらくは入場曲が無く、対戦相手の入場曲がかかる中で相手より先にダッシュして入場していたが、10月29日の山形大会で初めて入場曲付きでリングインしていた。
- 2014年の週刊プロレスで募集されたプロレスグランプリで新人賞部門2位を受賞したが、欠場期間の関係もあり1位の林悠河に300票以上の差をつけられた。